# Théodose l'Ancien
Pour les articles homonymes, voir Théodose.
Théodose dit l'Ancien (mort v. 376) était un général romain, père de l'empereur Théodose Ier.

## Biographie
Sa carrière est surtout connue par le récit de l'historien contemporain Ammien Marcellin. Nommé Comes Britanniarum (gouverneur de la province romaine de Bretagne) en 368, il bat une coalition de peuples barbares, les Pictes, les Scots et les Saxons, qui s'attaquaient à la province. Son plus jeune fils, Théodose et son neveu, le futur usurpateur Magnus Maximus, l'accompagnent dans cette expédition. Par la même occasion, il y réprime la tentative de rébellion du romain Valentinus, alors exilé sur l'île.
À son retour, le comes Théodose succéda à Jovinus comme magister equitum praesentalis à la cour de l'empereur Valentinien Ier. En 372, il est envoyé en Illyrie pour y combattre les Sarmates. En 375, il met également fin à la révolte du prince maure Firmus en Afrique.
Il est exécuté à Carthage au début de l'année 376 pour des raisons inconnues. Cette exécution est peut-être le résultat d'une lutte de pouvoir en Italie après la mort soudaine de l'empereur Valentinien en novembre 375. Une récente hypothèse explicative avance que l'exécution de Théodose l'Ancien n'a pas été ordonnée par Gratien (qui l'aurait regrettée), mais par Valens qui régnait alors en Orient et qui, en tant qu'oncle de Gratien, avait une autorité qui débordait sur le domaine de son neveu.
Il a pour frère Flavius Eucherius, comte des largesses sacrées à la cour de l'empereur Gratien entre 377 et 379, et consul pour l'année 381.

## Source
- (en) Cet article est partiellement ou en totalité issu de l’article de Wikipédia en anglais intitulé « Count Theodosius » (voir la liste des auteurs).